# Чемпіонат світу з хокею із шайбою 2002
Чемпіонат світу з хокею із шайбою 2002 — 66-й чемпіонат світу з хокею із шайбою, який проходив в період з 26 квітня по 11 травня 2002 року в шведських містах Гетеборг, Карлстад та Єнчопінг.

## Кваліфікація

### Далекосхідна група
| 15 жовтня 2001 | Харбін | Японія | – | Південна Корея | 1:1 (0:0, 1:1, 0:0) |
| 16 жовтня 2001 | Харбін | Китай  | – | Японія         | 1:3 (1:1, 0:1, 0:1) |
| 17 жовтня 2001 | Харбін | Китай  | – | Південна Корея | 0:0 (0:0, 0:0, 0:0) |

Підсумкова таблиця
| М | Збірна         | М | В | Н | П | Ш    | О |
| - | -------------- | - | - | - | - | ---- | - |
| 1 | Японія         | 2 | 1 | 1 | 0 | 4: 2 | 3 |
| 2 | Південна Корея | 2 | 0 | 2 | 0 | 1: 1 | 2 |
| 3 | Китай          | 2 | 0 | 1 | 1 | 1:3  | 1 |

| Кваліфікувались на ЧС: | Японія |

## Арени чемпіонату
| Гетеборг                      | Єнчопінг                       | Карлстад                            |
| Скандинавіум Глядачів: 12.044 | Кіннарпс Арена Глядачів: 7.038 | Лефбергс-Ліля-Арена Глядачів: 7.880 |
| Скандинавіум                  | Кіннарпс Арена                 | Лефбергс-Ліля-Арена                 |

## Команди-учасниці
| Група A                                  | Група B                                     | Група C                               | Група D                          |
| ---------------------------------------- | ------------------------------------------- | ------------------------------------- | -------------------------------- |
| - Чехія - Швейцарія - Німеччина - Японія | - Фінляндія - Україна - Польща - Словаччина | - Швеція - Росія - Словенія - Австрія | - Латвія - США - Канада - Італія |

## Регламент змагань
Згідно з регламентом змагань, на попередньому етапі 16 команд були поділені на 4 групи по 4 збірні, в яких змагалися за круговою системою. Команди, що посіли перші три місця в групі проходили у кваліфікаційний раунд. Останні команди в групах припиняли боротьбу за нагороди і потрапляли до втішного раунду, де змагалися за право залишитися на наступний рік в найсильнішому дивізіоні чемпіонатів світу.
У кваліфікаційному раунді 12 команд змагалися в двох групах (по 6 в кожній). Після ще трьох поєдинків на даному етапі, чотири перші команди в кожній групі потрапляли до чвертьфіналу. Інші чотири колективи припиняли участь в чемпіонаті.
Пари чвертьфіналістів утворювалися за наступним принципом: лідер однієї з кваліфікаційних груп грав з четвертою командою другої кваліфікаційної групи, 2-га  — з 3-ю, 3-тя  — з 2-ю і т.д. Переможці потрапляли до півфіналу, де розігрували путівку у фінал. Команди, що поступилися у півфінальних протистояннях грали матч за третє місце. А переможні 1/2 фіналу розігрували звання чемпіонів світу.
На попередньому етапі і кваліфікаційному раунді, за перемогу команді нараховувалося 2 очка, за нічию — 1, за поразку — команда не отримувала жодного очка.

## Попередній раунд
| Дата      | Матч                  | Результат | Періоди       |
| --------- | --------------------- | --------- | ------------- |
| 26 квітня | Німеччина – Японія    | 9:2       | 2:0, 5:2, 2:0 |
| 26 квітня | Швейцарія – Чехія     | 0:5       | 0:1, 0:3, 0:1 |
| 28 квітня | Німеччина – Швейцарія | 3:0       | 1:0, 1:0, 1:0 |
| 28 квітня | Чехія – Японія        | 5:3       | 0:1, 3:1, 2:1 |
| 29 квітня | Японія – Швейцарія    | 1:5       | 1:1, 0:4, 0:0 |
| 29 квітня | Чехія – Німеччина     | 7:5       | 2:1, 2:2, 3:2 |

| Група A   | Матчі | Ш    | О |
| --------- | ----- | ---- | - |
| Чехія     | 3     | 17–8 | 6 |
| Німеччина | 3     | 17–9 | 4 |
| Швейцарія | 3     | 5–9  | 2 |
| Японія    | 3     | 6–19 | 0 |

| Дата      | Матч                   | Результат | Періоди       |
| --------- | ---------------------- | --------- | ------------- |
| 27 квітня | Словаччина – Польща    | 7:0       | 2:0, 1:0, 4:0 |
| 27 квітня | Україна – Фінляндія    | 0:3       | 0:1, 0:1, 0:1 |
| 29 квітня | Словаччина – Україна   | 5:4       | 2:1, 2:2, 1:1 |
| 29 квітня | Фінляндія – Польща     | 8:0       | 3:0, 2:0, 3:0 |
| 30 квітня | Фінляндія – Словаччина | 3:1       | 2:0, 1:0, 0:1 |
| 30 квітня | Польща – Україна       | 0:3       | 0:1, 0:0, 0:2 |

| Група B    | Матчі | Ш    | О |
| ---------- | ----- | ---- | - |
| Фінляндія  | 3     | 14–1 | 6 |
| Словаччина | 3     | 13–7 | 4 |
| Україна    | 3     | 7–8  | 2 |
| Польща     | 3     | 0–18 | 0 |

| Дата      | Матч               | Результат | Періоди       |
| --------- | ------------------ | --------- | ------------- |
| 26 квітня | Росія – Словенія   | 8:1       | 3:0, 2:1, 3:0 |
| 26 квітня | Австрія – Швеція   | 3:5       | 1:3, 0:1, 2:1 |
| 28 квітня | Росія – Австрія    | 6:3       | 3:0, 3:2, 0:1 |
| 28 квітня | Швеція – Словенія  | 8:2       | 1:1, 4:0, 3:1 |
| 30 квітня | Словенія – Австрія | 3:5       | 2:1, 1:0, 0:4 |
| 30 квітня | Швеція – Росія     | 2:0       | 1:0, 0:0, 1:0 |

| Група C  | Матчі | Ш     | О |
| -------- | ----- | ----- | - |
| Швеція   | 3     | 15–5  | 6 |
| Росія    | 3     | 14–6  | 4 |
| Австрія  | 3     | 11–14 | 2 |
| Словенія | 3     | 6–21  | 0 |

| Дата      | Матч            | Результат | Періоди       |
| --------- | --------------- | --------- | ------------- |
| 26 квітня | Італія – США    | 2–5       | 0–2, 0–1, 2–2 |
| 26 квітня | Канада – Латвія | 4–1       | 1–1, 1–0, 2–0 |
| 28 квітня | Канада – Італія | 5–0       | 0–0, 3–0, 2–0 |
| 28 квітня | США – Латвія    | 3–2       | 3–0, 0–1, 0–1 |
| 29 квітня | Латвія – Італія | 4–1       | 2–0, 2–1, 0–0 |
| 30 квітня | США – Канада    | 1–2       | 1–0, 0–0, 0–2 |

| Група D | Матчі | Ш    | О |
| ------- | ----- | ---- | - |
| Канада  | 3     | 11–2 | 6 |
| США     | 3     | 9–6  | 4 |
| Латвія  | 3     | 7–8  | 2 |
| Італія  | 3     | 3–14 | 0 |

## Турнір на вибування
| Дата     | Матч              | Результат | Періоди       |
| -------- | ----------------- | --------- | ------------- |
| 2 травня | Словенія – Японія | 4–3       | 3–0, 1–3, 0–0 |
| 2 травня | Польща – Італія   | 5–1       | 1–0, 3–0, 1–1 |
| 3 травня | Польща – Словенія | 2–4       | 0–0, 0–1, 2–3 |
| 3 травня | Японія – Італія   | 2–6       | 1–0, 1–4, 0–2 |
| 5 травня | Італія – Словенія | 0–4       | 0–2, 0–2, 0–0 |
| 5 травня | Японія – Польща   | 2–5       | 0–1, 1–3, 1–1 |

| Група G  | Матчі | Ш    | О |
| -------- | ----- | ---- | - |
| Словенія | 3     | 12–5 | 6 |
| Польща   | 3     | 12–7 | 4 |
| Італія   | 3     | 7–11 | 2 |
| Японія   | 3     | 7–15 | 0 |

Збірні Польщі та Італії вибули до першого Дивізіону, збірна Японії до кваліфікаційного турніру.

## Кваліфікаційний раунд
Команди, що посіли перші три місця у попередньому раунді переходять у кваліфікаційний раунд. У кваліфікаційному раунді команди поділені на дві групи: команди із груп A і D у групу E, а команди із груп B і C — у групу F.
Команди, що посіли перші чотири місця в обох групах E і F переходять у раунд плей-оф.
| Дата     | Матч               | Результат | Періоди       |
| -------- | ------------------ | --------- | ------------- |
| 2 травня | США – Швейцарія    | 3:0       | 2–0, 1–0, 0–0 |
| 2 травня | Канада – Німеччина | 3:1       | 1–1, 1–0, 1–0 |
| 2 травня | Чехія – Латвія     | 3:1       | 2–0, 0–0, 1–1 |
| 3 травня | Швейцарія – Канада | 2:3       | 0–0, 1–0, 1–3 |
| 3 травня | Німеччина – Латвія | 3:2       | 1–1, 0–1, 2–0 |
| 4 травня | Чехія – США        | 5:4       | 3–1, 1–3, 1–0 |
| 5 травня | США – Німеччина    | 2:2       | 1–0, 0–1, 1–1 |
| 5 травня | Канада – Чехія     | 1:5       | 0–2, 0–0, 1–3 |
| 5 травня | Латвія – Швейцарія | 4:6       | 0–0, 1–3, 3–3 |

| Група E   | Матчі | Ш     | О  |
| --------- | ----- | ----- | -- |
| Чехія     | 5     | 25–11 | 10 |
| Канада    | 5     | 13–10 | 8  |
| США       | 5     | 13–11 | 5  |
| Німеччина | 5     | 14–14 | 5  |
| Швейцарія | 5     | 8–18  | 2  |
| Латвія    | 5     | 10–19 | 0  |

| Дата     | Матч                 | Результат | Періоди       |
| -------- | -------------------- | --------- | ------------- |
| 2 травня | Фінляндія – Австрія  | 3–1       | 1–0, 0–0, 2–1 |
| 2 травня | Швеція – Словаччина  | 1–2       | 1–0, 0–0, 0–2 |
| 3 травня | Росія – Україна      | 3–3       | 0–2, 2–1, 1–0 |
| 3 травня | Словаччина – Австрія | 6–3       | 3–0, 0–2, 3–1 |
| 4 травня | Україна – Швеція     | 0–7       | 0–2, 0–2, 0–3 |
| 4 травня | Фінляндія – Росія    | 1–0       | 1–0, 0–0, 0–0 |
| 5 травня | Швеція – Фінляндія   | 4–2       | 1–1, 0–1, 3–0 |
| 6 травня | Австрія – Україна    | 2–3       | 1–0, 1–1, 0–2 |
| 6 травня | Росія – Словаччина   | 4–6       | 0–3, 3–2, 1–1 |

| Група F    | Матчі | Ш     | О |
| ---------- | ----- | ----- | - |
| Швеція     | 5     | 19–7  | 8 |
| Фінляндія  | 5     | 12–6  | 8 |
| Словаччина | 5     | 20–15 | 8 |
| Росія      | 5     | 13–15 | 3 |
| Україна    | 5     | 10–20 | 3 |
| Австрія    | 5     | 12–23 | 0 |

## Плей-оф
| Чвертьфінали      |          |            |   |            |                                 |
| 7 травня 2002     | Гетеборг | Фінляндія  | – | США        | 3:1 (0:0, 2:0, 1:1)             |
| 7 травня 2002     | Гетеборг | Швеція     | – | Німеччина  | 6:2 (1:2, 2:0, 3:0)             |
| 7 травня 2002     | Єнчопінг | Чехія      | – | Росія      | 1:3 (0:1, 1:1, 0:1)             |
| 7 травня 2002     | Карлстад | Канада     | – | Словаччина | 2:3 (1:0,1:1,0:2)               |
|                   |          |            |   |            |                                 |
| Півфінали         |          |            |   |            |                                 |
| 9 травня 2002     | Гетеборг | Фінляндія  | – | Росія      | 2:3 Б (1:1, 1:1, 0:0, 0:0, 0:1) |
| 9 травня 2002     | Гетеборг | Швеція     | – | Словаччина | 2:3 Б (1:0, 1:1, 0:1, 0:0, 0:1) |
|                   |          |            |   |            |                                 |
| Матч за 3-є місце |          |            |   |            |                                 |
| 10 травня 2002    | Гетеборг | Швеція     | – | Фінляндія  | 5:3 (0:2, 3:1, 2:0)             |
|                   |          |            |   |            |                                 |
| Фінал             |          |            |   |            |                                 |
| 11 травня 2002    | Гетеборг | Словаччина | – | Росія      | 4:3 (2:0, 1:1, 1:2)             |

## Підсумкова таблиця
| М  | Збірна     |
| -- | ---------- |
| 1  | Словаччина |
| 2  | Росія      |
| 3  | Швеція     |
| 4  | Фінляндія  |
| 5  | Чехія      |
| 6  | Канада     |
| 7  | США        |
| 8  | Німеччина  |
| 9  | Україна    |
| 10 | Швейцарія  |
| 11 | Латвія     |
| 12 | Австрія    |
| 13 | Словенія   |
| 14 | Польща     |
| 15 | Італія     |
| 16 | Японія     |

## Статистика

### Найкращі бомбардири
| Гравець           | М | Г | П | О  | ШХ |
| ----------------- | - | - | - | -- | -- |
| Мірослав Шатан    | 9 | 5 | 8 | 13 | 12 |
| Крістіан Гуселіус | 9 | 5 | 6 | 11 | 0  |
| Петер Бондра      | 9 | 7 | 2 | 9  | 20 |
| Яромір Ягр        | 7 | 4 | 4 | 8  | 2  |
| Ріхард Лінтнер    | 9 | 4 | 4 | 8  | 22 |
| Тімо Пярссінен    | 9 | 3 | 5 | 8  | 4  |
| Ян Бенда          | 7 | 1 | 7 | 8  | 14 |
| Марцел Родман     | 6 | 6 | 1 | 7  | 2  |
| Ульф Дален        | 9 | 5 | 2 | 7  | 0  |
| Ніклас Гагман     | 9 | 5 | 2 | 7  | 2  |

### Найкращі воротарі
Список п'яти найкращих воротарів, сортованих за відсотком відбитих кидків. У список включені лише ті гравці, які провели щонайменше 40 % хвилин.
| Гравець             | Хвл | ГП | КН   | ША | %ВК    |
| ------------------- | --- | -- | ---- | -- | ------ |
| Юссі Маркканен      | 429 | 10 | 1,40 | 2  | 93,7 % |
| Раєн Міллер         | 238 | 7  | 1,76 | 1  | 94,9 % |
| Мілан Гнілічка      | 298 | 9  | 1,81 | 1  | 91,7 % |
| Жан-Себастьян Жигер | 253 | 8  | 1,89 | 0  | 92,0 % |
| Томмі Сало          | 429 | 14 | 1,96 | 1  | 92,1 % |

## Найкращі гравці чемпіонату світу
Найкращими гравцями були обрані (Директорат турніру):
- Воротар  Максим Соколов
- Захисник  Даніель Чернквіст
- Нападник  Ніклас Гагман

Найкращі гравці за версією журналістів:
- Воротар  Максим Соколов
- Захисники  Ріхард Лінтнер —  Томас Родін
- Нападники  Мірослав Шатан —  Ніклас Гагман —  Петер Бондра

Найцінніший гравець Мірослав Шатан